# Interleucina-1 beta
La interleucina 1 beta ( IL-1β ), también conocida como pirógeno leucocitario , mediador endógeno leucocítico , factor de células mononucleares , factor activador de linfocitos y otros nombres, es una proteína citocina que en los seres humanos está codificada por el gen IL1B . Hay dos genes para la interleucina-1 (IL-1): IL-1 alfa e IL-1 beta (este gen). El precursor de IL-1β es escindido por la caspasa 1 citosólica (interleucina 1 beta convertasa) para formar IL-1β madura.

## Función
La propiedad febril del pirógeno leucocítico humano (interleucina 1) fue purificada por Dinarello en 1977 con una actividad específica de 10-20 nanogramos / kg. En 1979, Dinarello informó que el pirógeno leucocítico humano purificado era la misma molécula que describió Igal Gery en 1972. Lo llamó factor activador de linfocitos (LAF, por sus siglas en inglés) porque era un linfocito mitógeno. No fue hasta 1984 que se descubrió que la interleucina 1 constaba de dos proteínas distintas, ahora llamadas interleucina-1 alfa e interleucina-1 beta.
IL-1β es un miembro de la familia de citocinas de la interleucina 1 . Esta citocina es producida por macrófagos activados como proproteína, que es procesada proteolíticamente a su forma activa por la caspasa 1 (CASP1 / ICE). Esta citocina es un mediador importante de la respuesta inflamatoria y está involucrada en una variedad de actividades celulares, incluida la proliferación, diferenciación y apoptosis celular . Se ha descubierto que la inducción de ciclooxigenasa-2 (PTGS2 / COX2) por esta citocina en el sistema nervioso central (SNC) contribuye a la hipersensibilidad del dolor inflamatorio . Este gen y otros ocho genes de la familia de la interleucina 1 forman un grupo de genes de citocinas en cromosoma 2 .
IL-1β, en combinación con IL-23, indujo la expresión de IL-17, IL-21 e IL-22 por las células γδT. Esta inducción de expresión se produce en ausencia de señales adicionales. Eso sugiere que la IL-1β está involucrada en la modulación de la inflamación autoinmune.
Se han descrito diferentes complejos inflamasomas - complejo molecular citosólico. Los inflamasomas reconocen las señales de peligro y activan el proceso proinflamatorio y la producción de IL-1β e IL-18. El tipo de inflamasoma NLRP3 (contiene tres dominios: dominio de pirina, un dominio de unión a nucleótidos y una repetición rica en leucina) es activado por varios estímulos y hay varias enfermedades documentadas relacionadas con la activación de NLRP3 como diabetes mellitus tipo 2 , enfermedad de Alzheimer , obesidad y aterosclerosis .
Potente citoquina proinflamatoria., induce la síntesis de prostaglandinas, la entrada y activación de neutrófilos, la activación de células T y la producción de citocinas, la activación de células B y la producción de anticuerpos, y la proliferación de fibroblastos y la producción de colágeno. Promueve la diferenciación Th17 de las células T. Sinergiza con IL12 / interleucina-12 para inducir la síntesis de IFNG a partir de células T-helper 1 (Th1) .
Desempeña un papel en la angiogénesis al inducir la producción de factor de crecimieto endotelio vascular (VEGF) ) de forma sinérgica con Factor de Necrosis Tumoral (TNF ) e IL6.

## Importancia clínica
El aumento de la producción de IL-1β causa varios síndromes autoinflamatorios diferentes , en particular las afecciones monogénicas denominadas síndromes periódicos asociados a criopirina (CAPS) , debido a mutaciones en el receptor del inflamasoma NLRP3 que desencadena el procesamiento de IL-1B.
 Se ha observado que la disbiosis intestinal induce osteomielitis a través de una forma dependiente de IL-1β.
 También se ha encontrado la presencia de IL-1β en pacientes con esclerosis múltiple (una enfermedad autoinmune crónica del sistema nervioso central). Sin embargo, no se sabe exactamente qué células producen IL-1β. También se ha demostrado que el tratamiento de la esclerosis múltiple con acetato de glatiramer o natalizumab reduce la presencia de IL-1β o su receptor.

### Papel del inflamasoma y la IL-1β en la carcinogénesis
Se sugiere que varios tipos de inflamasomas juegan un papel en la tumorgénesis debido a sus propiedades inmunomoduladoras, modulación de la microbiota intestinal, diferenciación y apoptosis. La sobreexpresión de IL-1β causada por inflamasoma puede resultar en carcinogénesis. Algunos datos sugieren que los polimorfismos del inflamasoma NLRP3 están relacionados con neoplasias como el cáncer de colon y el melanoma. Hay evidencia de que la secreción de IL-1β estaba elevada en la línea celular de adenocarcinoma de pulmón A549. También se ha demostrado en otro estudio que la IL-1β, junto con la IL-8, desempeña un papel importante en la quimiorresistencia del mesotelioma pleural maligno al inducir la expresión de transportadores transmembrana. Otro estudio mostró que la inhibición del inflamasoma y la expresión de IL-1β disminuyó el desarrollo de células cancerosas en el melanoma.